# Elezioni generali in Botswana del 1999
Le elezioni generali in Botswana del 1999 si tennero il 16 ottobre per il rinnovo dell'Assemblea nazionale.

## Risultati
| Liste                                      | Voti    | %     | Seggi |
| ------------------------------------------ | ------- | ----- | ----- |
| Partito Democratico del Botswana (BDP)     | 192.598 | 57,15 | 33    |
| Fronte Nazionale del Botswana (BNF)        | 87.457  | 25,95 | 6     |
| Partito del Congresso del Botswana (BCP)   | 40.096  | 11,90 | 1     |
| Movimento dell'Alleanza del Botswana (BAM) | 15.805  | 4,69  | -     |
| Altri                                      | 1.026   | 0,31  | -     |
| Totale                                     | 336.983 |       | 40    |